# David Ottley
David Ottley (David Charles „Dave“ Ottley; * 5. August 1955 in Thurrock) ist ein ehemaliger britischer Speerwerfer. Er war 1,88 m groß und hatte ein Wettkampfgewicht von 95 kg.
Bei den Olympischen Spielen 1980 in Moskau hatte Ottley als 14. die Qualifikation nicht überstanden.
Bei den Olympischen Spielen 1984 in Los Angeles fehlten infolge des Olympiaboykotts die Werfer aus der Sowjetunion und der DDR. Die DDR hatte bei den Europameisterschaften 1982 mit Uwe Hohn und bei den Weltmeisterschaften 1983 mit Detlef Michel die Sieger gestellt. Wegen des Boykotts war nun der Weg frei für die besten Speerwerfer aus den Nicht-Ostblock-Ländern. So wurde der Finne Arto Härkönen mit 86,76 m Olympiasieger vor David Ottley mit 85,74 m und Kenth Eldebrink aus Schweden.
Bei den Olympischen Spielen 1988 erreichte Ottley Platz 11 im Vorkampf.
Bei den Commonwealth Games startete er für England. 1978 in Edmonton wurde er Fünfter, 1982 in Brisbane Siebter, und 1986 in Edinburgh gewann er Gold mit 80,62 m.